# یواس‌اس ایناگورال (ای‌ام-۲۴۲)
یواس‌اس ایناگورال (ای‌ام-۲۴۲) (به انگلیسی: USS Inaugural (AM-242)) یک کشتی بود که طول آن ۱۸۴ فوت ۶ اینچ (۵۶٫۲۴ متر) بود. این کشتی در سال ۱۹۴۴ ساخته شد.